# Porsche Tapiro

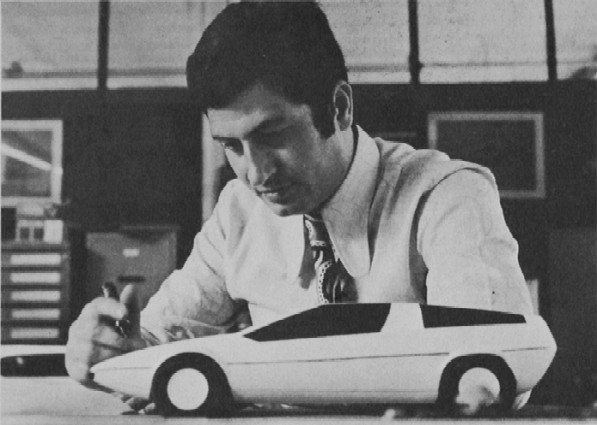
Porsche Tapiro e designer Giorgetto Giugiaro

El Porsche Tapiro fue un prototipo de automóvil diseñado por Giorgetto Giugiaro sobre la base de un  Porsche 914/6.

## Características
El Tapiro estaba propulsado por un motor de seis cilindros en línea de 2,4 litros refrigerado por aire, montado longitudinalmente, que producía 220 HP (223 CV) a 7.800 rpm, y contaba con una transmisión manual de 5 velocidades. Este motor permitía al Tapiro alcanzar una velocidad máxima oficial de 245 km/h.

## Historia
El Porsche Tapiro tuvo su presentación oficial en el Auto Show de Turín de 1970, en Turín, Italia. para posteriormente hacerlo  en Estados Unidos en la 5.ª Exposición anual de automóviles deportivos y automóviles importados de Los Ángeles del año 1971.
En 1972, el coche fue vendido a un industrial español que lo utilizaba como automóvil de diario quedando destruido en su mayor parte tras un accidente.
La carrocería fue recomprado por Italdesign y ahora se exhibe en su Museo Giugiaro.

## Legado
El diseño de la carrocería del automóvil inspiraría más tarde al DMC DeLorean en 1981.